# Dance to This
Singles de Troye Sivan
Bloom
Singles par Ariana Grande
No Tears Left to Cry  Bed
Pistes de  Bloom
Postcard
(5) Plum
(7)
Dance to This est une chanson du chanteur australien Troye Sivan, featuring la chanteuse américaine Ariana Grande.
Écrite par Sivan, Leland, Noonie Bao et son producteur Oscar Holter, la chanson a été publiée par EMI Music Australia, le label de Sivan, le 13 juin 2018, quatrième single de Sivan sur son deuxième album studio, Bloom (2018).

## Description
Sivan a dévoilé pour la première fois la chanson lors d'une interview avec Nick Grimshaw sur la BBC Radio 1 en février : « Ce n'était pas une annonce prévue, mais je suis tellement excité. La chanson sonne exactement comme j'en ai rêvé. Grande et moi sommes amis. Elle est très amusante. J'ai dit : « tu voudrais chanter sur cette chanson ? » Et elle l'a fait. Ma chose préféré c'est de ne pas dire aux gens qui est l'artiste vedette, et puis commencer à jouer la chanson et dès qu'elle commence à chanter, tout le monde voit que c'est sérieux . Sa voix est folle ! »,. Il écrit sur Twitter immédiatement après l'interview : « Oui! Les rumeurs sont vraies ! Grande est ma reine pop et je suis impatient que vous écoutiez notre chanson »,,.
Décrit comme une « chanson dance moelleuse »[Par qui ?], Sivan a révélé plus tard le titre de la chanson dans une interview à GQ Australi,.
Le 11 juin 2018, Sivan a officiellement annoncé le titre et la date de sortie de la chanson sur les médias sociaux et a également sorti une vidéo de 11 secondes le lendemain,,. Le teaser dispose d'un plan rapproché de Sivan, et Grande, dont les visages sont éclairés par des lumières bleues. Il a également confirmé que la chanson ferait ses débuts sur Beats 1 avec Zane Lowe. Sivan a dit à Lowe qu'il avait d'abord été nerveux à l'idée de demander à Grande de chanter sur la chanson. Ensuite il lui a envoyé la chanson, et Grande a répondu immédiatement avec enthousiasme, demandant quand elle pourrait travailler dessus. Ils ont travaillé dans le même studio ce jour-là et ils ont traîné ensemble, en discutant de leurs vies et ont décidé quelle partie serait chantée par Grande. Sivan a obtenu les démo de la part de Grande le lendemain.

## Composition
Dance to This est une chanson pop et R&B, avec des influences 80,,, doublée de « sourdine, brassage de la percussion » et un « rythme syncope, homorythmique »,,. La chanson s'ouvre avec « des rythmes lourds et des guitares mélodiques », avant de rejoindre « le scintillement des boîtes à rythmes et de synthétiseur, avec la présence occasionnelle de guitares »,. Au niveau des paroles, la chanson parle de « ce moment où vous vous sentez comme si vous aviez été a suffisamment de fête ou d’événements et que rester à la maison, s'embrasser dans la cuisine et préparer le dîner sonne comme une bien meilleure alternative », selon Sivan.

## Clip
Le clip a d'abord été annoncé avec une série de photos via Instagram par Sivan et Grande, le 28 juin 2018. Un teaser est sorti le 16 juillet 2018 annonçant que la vidéo sortira le 19 juillet 2018 à 9 h.